# Miguel Ríos

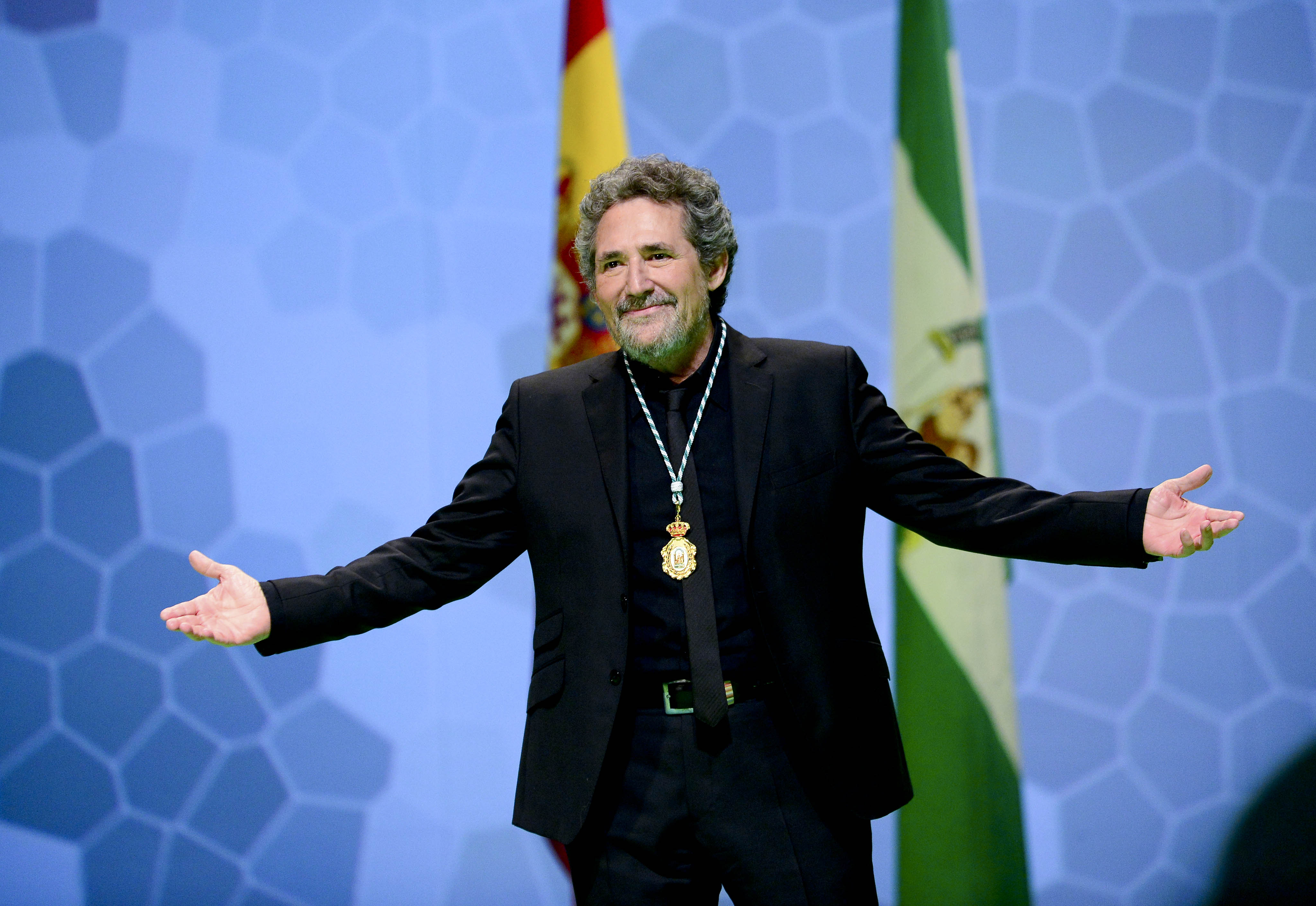
Miguel Ríos (2014)

Miguel Ríos Campaña (* 7. Juni 1944 in Granada, Spanien), bekannt als Miguel Ríos, ist ein spanischer Musiker und Rocksänger.

## Karriere
Sein Welthit A Song of Joy erschien 1969, brachte ihn im Juni 1970 auf Platz 1 der deutschen, österreichischen und schweizerischen Hitparade sowie auf vordere Plätze in Spanien, den USA und Großbritannien und verkaufte sich sieben Millionen Mal. Der Titel ist eine mit Elementen der Popmusik gestaltete Version des vierten Satzes von Ludwig van Beethovens 9. Sinfonie. Sie wurde von Waldo de los Ríos arrangiert und produziert.
1970 erhielt er für A Song of Joy den Goldenen Löwen von Radio Luxemburg. Er sang den Titel 1971 im deutschen Schlagerfilm Das haut den stärksten Zwilling um. Ebenfalls 1971 belegte er mit dem Titel Sonnenschein und Regenbogen beim Grand Prix RTL International den ersten Platz. Ende der 1970er Jahre tourte er auch mit Guadalquivir.

## Diskografie

### Alben
| Jahr | Titel                                                  | Höchstplatzierung, Gesamtwochen, AuszeichnungChartplatzierungen (Jahr, Titel, Platzierungen, Wochen, Auszeichnungen, Anmerkungen) | Höchstplatzierung, Gesamtwochen, AuszeichnungChartplatzierungen (Jahr, Titel, Platzierungen, Wochen, Auszeichnungen, Anmerkungen) | Höchstplatzierung, Gesamtwochen, AuszeichnungChartplatzierungen (Jahr, Titel, Platzierungen, Wochen, Auszeichnungen, Anmerkungen) | Anmerkungen                                                                                           |
| Jahr | Titel                                                  | DE | US | ES | Anmerkungen                                                                                           |
| ---- | ------------------------------------------------------ | --- | --- | --- | --- |
| 1970 | A Song Of Joy                                          | DE24 (4 Wo.)DE | US140 (4 Wo.)US | — | |
| 1973 | Lo mejor de...                                         | — | — | ES93 (1 Wo.)ES | Charteinstieg ES: 2014                                                                                |
| 1982 | Rock & Rios                                            | — | — | ES9 ×3Dreifachplatin · (18 Wo.)ES                                                                                                 | Charteinstieg erst 2005                                                                               |
| 2001 | Miguel Ríos y las estrellas del rock latino            | — | — | ES41 ×4Vierfachplatin · (1 Wo.)ES                                                                                                 | Erstveröffentlichung: 12. November 2001 Charteinstieg ES: 2019                                        |
| 2007 | 45 canciones esenciales                                | — | — | ES36 (7 Wo.)ES | |
| 2008 | Solo o en compañia de otros                            | — | — | ES35 (10 Wo.)ES | Erstveröffentlichung: 4. November 2008                                                                |
| 2010 | Bye Bye Ríos – Rock hasta el final – Gira de despedida | — | — | ES7 (20 Wo.)ES | |
| 2018 | Symphonic Ríos                                         | — | — | ES18 (15 Wo.)ES | Erstveröffentlichung: 16. März 2018 mit Los Black Betty Boys, Orquesta Ciudad De Granada & Josep Pons |
| 2021 | Un largo tiempo                                        | — | — | ES7 (3 Wo.)ES | Erstveröffentlichung: 3. Dezember 2021                                                                |
| 2023 | Rock&Ríos And Cía, 40 Años Después (En directo 2023)   | — | — | ES23 (4 Wo.)ES | Erstveröffentlichung: 2. Juni 2023                                                                    |

grau schraffiert: keine Chartdaten aus diesem Jahr verfügbar
Weitere Alben
- 1969: Mira hacia ti
- 1970: Despierta
- 1071: Unidos
- 1972: Miguel Ríos en directo: Conciertos de Rock y amor
- 1973: Miguel Ríos: Éxitos
- 1974: Memorias de un ser humano
- 1976: La huerta atómica
- 1977: Al-Andalus
- 1979: Los viejos rokeros nunca mueren
- 1980: Rocanrol bumerang (ES: Gold)
- 1981: Extraños en el escaparate (ES: Gold)
- 1983: El Rock de una noche de verano (ES: Platin)
- 1984: La encrucijada (ES: Gold)
- 1985: Lo más de rock en el ruedo
- 1986: El año del cometa
- 1987: Que noche la de aquel año
- 1989: Miguel Ríos
- 1991: Directo al corazón
- 1992: Así que pasen treinta años (ES: Gold)
- 1995: Por siempre
- 1995: Canciones de amor para tiempos difíciles
- 1996: Como si fuera la primera vez
- 1996: El Gusto Es Nuestro (mit Ana Belén, Víctor Manuel & Joan Manuel Serrat, ES: ×3Dreifachplatin )
- 1998: Big Band Ríos (ES: Gold)
- 1999: Ana Belén, Miguel Ríos cantan a Kurt Weill
- 2001: Miguel Ríos y las estrellas del rock latino (ES: Gold)
- 2004: 60mp3
- 2008: Solo o en compañía de otros

### Singles
| Jahr | Titel Album                   | Höchstplatzierung, Gesamtwochen, AuszeichnungChartplatzierungen (Jahr, Titel, Album, Platzierungen, Wochen, Auszeichnungen, Anmerkungen) | Höchstplatzierung, Gesamtwochen, AuszeichnungChartplatzierungen (Jahr, Titel, Album, Platzierungen, Wochen, Auszeichnungen, Anmerkungen) | Höchstplatzierung, Gesamtwochen, AuszeichnungChartplatzierungen (Jahr, Titel, Album, Platzierungen, Wochen, Auszeichnungen, Anmerkungen) | Höchstplatzierung, Gesamtwochen, AuszeichnungChartplatzierungen (Jahr, Titel, Album, Platzierungen, Wochen, Auszeichnungen, Anmerkungen) | Höchstplatzierung, Gesamtwochen, AuszeichnungChartplatzierungen (Jahr, Titel, Album, Platzierungen, Wochen, Auszeichnungen, Anmerkungen) | Höchstplatzierung, Gesamtwochen, AuszeichnungChartplatzierungen (Jahr, Titel, Album, Platzierungen, Wochen, Auszeichnungen, Anmerkungen) | Anmerkungen                                                                                                |
| Jahr | Titel Album                   | DE | AT | CH | UK | US | ES | Anmerkungen                                                                                                |
| ---- | ----------------------------- | --- | --- | --- | --- | --- | --- | --- |
| 1970 | A Song of Joy                 | DE1 Gold · (34 Wo.)DE | AT1 (24 Wo.)AT | CH1 (24 Wo.)CH | UK16 (12 Wo.)UK | US14 (9 Wo.)US | — | |
| 1971 | Like an Eagle –               | DE47 (1 Wo.)DE | — | — | — | — | — | |
| 1971 | Sonnenschein und Regenbogen – | DE22 (4 Wo.)DE | — | — | — | — | — | |
| 2014 | Hoy puede ser un gran día –   | — | — | — | — | — | ES4 (4 Wo.)ES | mit Ana Belén, Estrella Morente, Miguel Poveda, Pasión Vega, Sergio Dalma, Soledad Giménez & Victor Manuel |

grau schraffiert: keine Chartdaten aus diesem Jahr verfügbar

## Auszeichnungen für Musikverkäufe
| Goldene Schallplatte - Mexiko - 1999: für das Album Big Band Rios - Spanien - 1985: für die Single Bienvenidos - 2005: für das Videoalbum Rock & Rios - 2024: für die Single Insurrección | Platin-Schallplatte - Spanien - 2024: für die Single Santa Lucia |

Anmerkung: Auszeichnungen in Ländern aus den Charttabellen bzw. Chartboxen sind in ebendiesen zu finden.
| Land/RegionAuszeichnungen für Musikverkäufe (Land/Region, Auszeichnungen, Verkäufe, Quellen) | Gold       | Platin       | Verkäufe  | Quellen                             |
| -------------------------------------------------------------------------------------------- | ---------- | ------------ | --------- | ----------------------------------- |
| Deutschland (BVMI)                                                                           | Gold1      | —            | 500.000   | Einzelnachweise                     |
| Mexiko (AMPROFON)                                                                            | Gold1      | —            | 75.000    | amprofon.com.mx                     |
| Spanien (Promusicae)                                                                         | 9× Gold9   | 12× Platin12 | 1.525.000 | elportaldemusica.es ES1 ES2 ES3 ES4 |
| Insgesamt                                                                                    | 11× Gold11 | 12× Platin12 |           |                                     |